# Septeuil
Septeuil là một xã của Pháp, nằm ở tỉnh Yvelines trong vùng Île-de-France.
Người dân ở đây trong tiếng Pháp gọi là Septeuillais.
Septeuil có vị trí khoảng 14 km về phía nam của Mantes-la-Jolie và khoảng 16 km về phía bắc của Houdan trong thung lũng suối Flexanville tại điểm hợp lưu của với sông Vaucouleurs.
Các xã giáp ranh gồm: về phía đông bắc Arnouville-lès-Mantes, về phía đông Saint-Martin-des-Champs, về phía nam là Prunay-le-Temple, về phía tây nam Mulcent, về phía tây Courgent, về phía tây bắc Boinvilliers và về phía bắc là Rosay.